# Barsova (inslagkrater)
Barsova is een inslagkrater op de planeet Venus. Barsova werd in 1985 genoemd naar de Sovjet-Russische operazangeres Valeria Barsova (1892-1967).
De krater heeft een diameter van 76 kilometer en bevindt zich in het quadrangle Pandrosos Dorsa (V-5).